# 谷正太
谷 正太（たに しょうた、1986年9月13日 - ）は、日本のソングライター、編曲家。
本名とは別に「AILE」という名義でも活動している。血液型はO型。東京都出身。

## 概要
11歳の時、友人の影響でピアノを始める。
14歳からギターを初めバンドを組み、17歳から作詞・作曲を開始。
バンド解散に伴い、2011年から作家へ転身。
バンドサウンドのみならず、ユーロ・トランス等シンセサイザーを駆使したダンス・ミュージックも得意とする。
主に音楽ゲーム「太鼓の達人」や「Cytus」やアニメ作品への楽曲提供をしている作曲家。「AILE」の正しい読みは「アイル」になると本人が語っている。
作曲家のTatshの同人作品に何度も参加しており、何らかの関係があると思われる。
代表作は「蒼の旋律」と「コードレス☆照れ☆PHONE(CV：田村ゆかり)」

## 主な参加作品

### ゲーム
- 星野奏子 3rd Album 「Articulation」 M-14 Answer -Remix Ver - Remix by AILE
- PSP用ゲーム「太鼓の達人ぽーたぶるDX」 「蒼の旋律」 (作詞/作曲/編曲)
- Rayark 「Cytus」 Chapter 1「Secret Garden」 (作曲/編曲)
- SQUARE ENIX 「Guns N'Souls」  「シンシア・ヴィヴァーチェ」キャラクターソング「Hopeful World」 (作曲/編曲)

- 太鼓の達人「朱の旋律」 (作詞/作曲/編曲)  AOU主催「第二回天下一音ゲ祭」の太鼓の達人部門店舖予選会課題曲、及び、同大会シンクロニカ部門のブロック決勝課題曲。

### アニメ
- TVアニメ「のうりん」挿入歌 シングル「コードレス☆照れ☆PHONE / も ぎ た て フルーツガールズ」  M1 「コードレス☆照れ☆PHONE」草壁ゆか(CV：田村ゆかり)(作曲)  ※オリコンウィークリーチャート最高12位 / iTuneランキング最高18位

### その他
- ODOROOM 「ODM〜オドルーム的ダンスミュージック〜」 M1 ODM〜オドルーム的ダンスミュージック〜(作詞/作曲/編曲)